# Aqba-ḫammu
Aqba-ḫammu war ein amoritischer Herrscher von Karana und Adoptivsohn Samu-Addus. Er war, wie aus seinem Siegel hervorgeht, Vasall Ḫammu-rapis. Zahlreiche seiner Briefe mit seiner Ehefrau Iltani sowie mit seinen Beamten, wurden bei Ausgrabungen in Tall al-Rimah gefunden.